# Évangiles de l'enfance

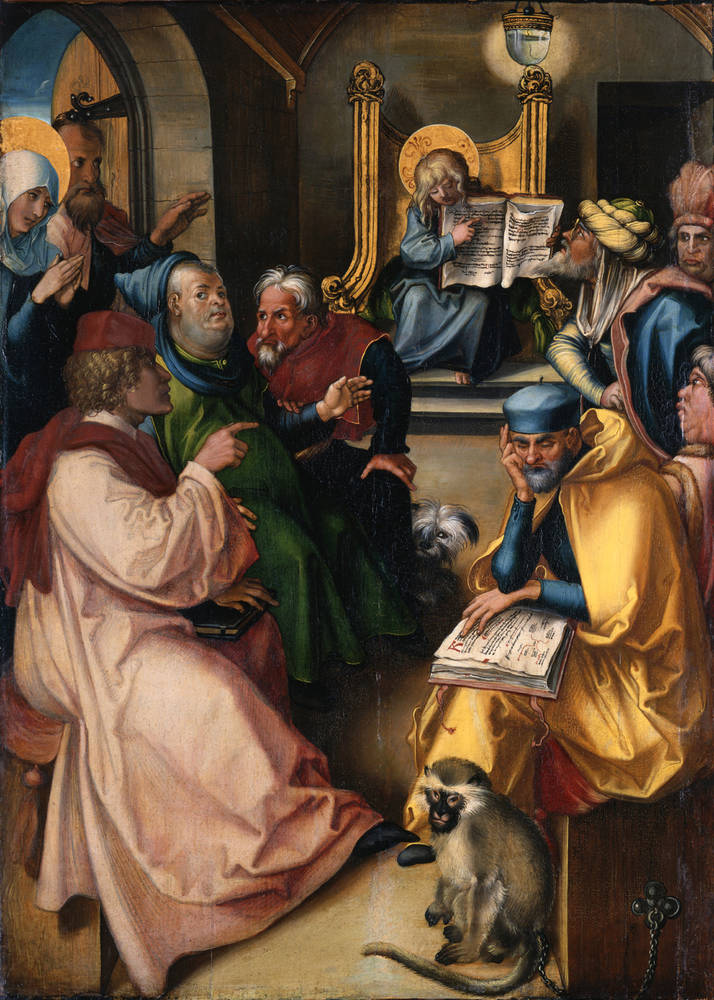
Jésus parmi les docteurs (Luc, 2), par Albrecht Dürer, Polyptyque des Sept Douleurs (v. 1495), Gemäldegalerie Alte Meister, Dresde

Les Évangiles de l'enfance sont des textes qui racontent la conception, la naissance et l'enfance de Jésus de Nazareth. Il s'agit des deux premiers chapitres de l'Évangile selon Luc et selon Matthieu (aussi dénommés « récits de l'enfance »), qui ne sont pas antérieurs à la fin du Ier siècle, et de certains ouvrages plus tardifs de la littérature apocryphe parmi lesquels, pour les plus anciens, on trouve le Protévangile de Jacques (dont s'inspire l'Évangile du Pseudo-Matthieu), l'Ascension d'Isaïe, l'Évangile de l'enfance selon Thomas et l'Apocalypse d'Adam, ou encore l'Évangile arabe et arménien de l'Enfance, les Odes de Salomon, les Actes de Pierre et l'Épître des Apôtres (en).
Ces derniers présentent des récits plus riches et plus variés que la littérature canonique, qui ne doit, d'un point de vue historique, pas être considérée comme supérieure et dont ils constituent généralement plutôt un approfondissement, contrairement à certaines idées reçues qui veulent y voir une relation de concurrence. Tous ces récits avaient d'ailleurs probablement le même statut théologique à l'époque de leur rédaction - à partir de la fin du Ier siècle et durant tout le IIe siècle - témoignant « des représentations de la conception et de la naissance de Jésus qui ont eu cours de leur temps ». « Devant ce type de traditions, l'historien ne peut guère remonter aux événements historiques concernant la naissance et la jeunesse », et « ne peut que travailler au niveau des représentations historiques » — c'est-à dire comment les chrétiens des Ier et IIe siècles se sont représentés l'enfance de Jésus.

## Genre littéraire: lemidrash
Chez Matthieu, « l'évangile de l'enfance de Jésus est en grande partie un midrash à partir de l'histoire de Moïse. » De même, dans l'Évangile selon Luc « l'histoire de Jean baptiste est un midrash bâti sur les récits bibliques de la naissance d'Isaac et surtout de Samuel, le « précurseur » de David, type du roi messianique. »
« Par ailleurs, le Protévangile de Jacques peut être considéré comme une paraphrase midrashique des récits de l'enfance que l'on lit dans Matthieu et Luc, le tout complété par un midrash sur l'enfance de Samuel le prophète. »

## Les récits de l'enfance de Matthieu et Luc

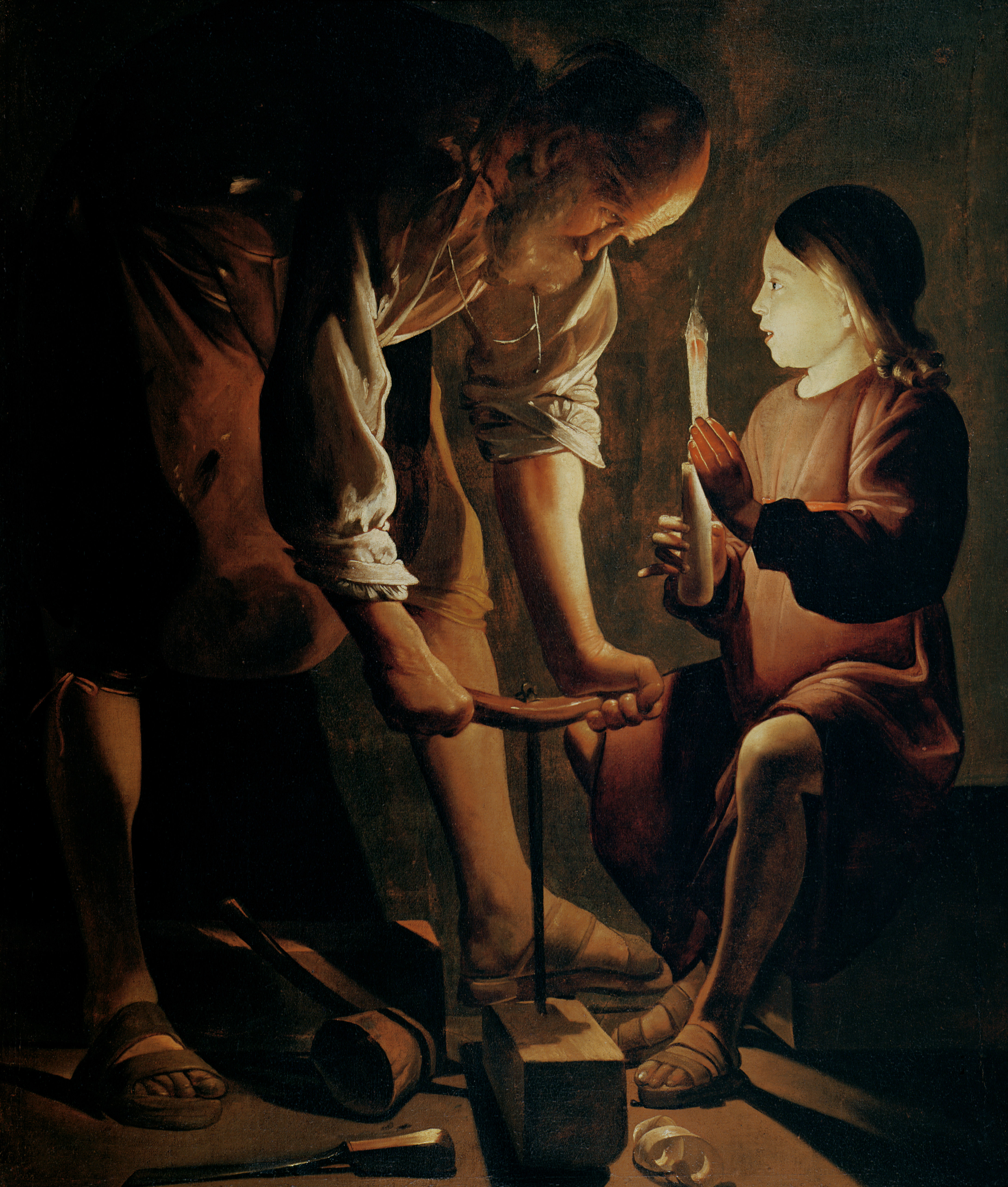
Saint Joseph charpentier, par Georges de La Tour (1643), musée du Louvre

Selon Charles Perrot : « Les récits de l'enfance de Jésus selon les Évangiles de Matthieu 1-2 et de Luc 1-2 posent de nombreux problèmes littéraires et historiques, tant leur écriture apparaît tardive, relevant plutôt du merveilleux à la manière des récits d'enfance du monde judéo-hellénistique. ». Vraisemblablement basés sur des schémas de la littérature pieuse juive de type haggadah mais issus de milieux différents, ils témoignent peut-être de divergences au sein des premières communautés de disciples de Jésus, difficiles à préciser.
Pour H. Koester, « Les évangiles de Matthieu et de Luc fournissent l'unique accès aux récits les plus anciens concernant la naissance et l'enfance de Jésus. Il semble qu'il n'y ait aucun récit antérieur, dans aucun évangile apocryphe, qui aurait survécu indépendamment, bien qu'il y ait pu y avoir quelque information isolée, comme celle portant sur la localisation de la naissance de Jésus dans une grotte qui apparaît chez Justin Martyr de même que dans le Protévangile de Jacques.».
Raymond E. Brown écrit :  « Nous ne savons pas quelles étaient les relations entre Marie et les prédicateurs apostoliques qui ont conservé la tradition. Certains l’imaginent leur racontant l’histoire de la naissance ; mais il n’y a rien qui le suggère dans le Nouveau Testament ni, d’ailleurs, dans les premiers siècles. L’idée que les récits de l’Enfance seraient simplement les souvenirs de Marie se heurte à un obstacle rédhibitoire : les deux récits de Matthieu et de Luc sont si complètement dissemblables qu’il est bien difficile d’imaginer qu’ils proviennent d’une même personne. Des savants plus romanesques ont parfois suggéré que Joseph était la source des récits dans Matthieu et Marie celle de Luc ; mais la réplique toute prête, avec un brin d’humour, est qu’en ce cas il est clair que Marie et Joseph ne se sont jamais parlé, car ils avaient des mêmes événements des souvenirs totalement différents. »
David Strauss et Rudolf Bultmann voient dans ces récits de simples projections apologétiques et théologiques en forme de théologoumènes (affirmations d'ordre théologique), ce que John Paul Meier confirme également : "La naissance de Jésus à Bethléem, affirmée par les récits de l'enfance, est peut-être simplement un théologoumène symbolisant son statut de Messie davidique".
D'un point de vue strictement littéraire, on peut facilement remarquer que les récits de l'enfance de Jean-Baptiste et de Jésus dans l'évangile de Luc semblent avoir pour modèle des récits de naissance de l'Ancien Testament, qu'il s'agisse de Samson en Juges 13 ou de Samuel en 1 Samuel 1, voire du prophète Jérémie (Jérémie 1, 5), avec la reprise du motif de l'enfant "consacré dès le sein de sa mère".